# Dragon's Kingdom
Dragon's Kingdom è un videogioco pubblicato nel 1990 per Commodore 64 dalla Genias. È un videogioco a piattaforme e sparatutto a scorrimento, con un eroe fantasy medievale che lotta contro mostri, ed è fortemente ispirato al classico arcade Ghosts 'n Goblins. Venne interamente sviluppato da Alberto Frabetti (eccetto la musica di caricamento di Marco Marinai, scomparso poco tempo dopo), autore in precedenza anche di Vardan, altro titolo per Commodore 64 simile a Ghosts 'n Goblins.
Era prevista anche una versione di Dragon's Kingdom per Amiga, molto diversa, che arrivò a uno stadio avanzato di sviluppo, compreso un demo giocabile, ma non venne mai pubblicata.

## Trama
Il regno di Thalax è stato devastato da un signore del male che ha preso le sembianze di un drago e dalle sue schiere di creature demoniache. L'eroe Darius, che in copertina appare come un cavaliere in armatura ma in gioco ha un aspetto barbarico, attraversa prima una zona di campagna e poi varie zone sotterranee, fino a penetrare nella fortezza nemica e uccidere il drago.

## Modalità di gioco
Il gioco si svolge con visuale laterale e scorrimento orizzontale verso destra, e occasionalmente scorrimento verticale quando si sale su alture. Darius può correre a destra e sinistra, saltare, salire scale a pioli, e lanciare l'arma con munizioni illimitate. Il salto non è deviabile in volo e non si può saltare un ostacolo se Darius si trova proprio adiacente ad esso, caratteristica insolita che era presente anche nella versione Commodore 64 di Ghosts 'n Goblins. Darius deve essere colpito due volte per perdere una delle sue vite, ma a differenza di Ghosts 'n Goblins non cambia aspetto dopo il primo colpo.
Ci sono tre livelli, che dopo essere stati tutti completati vanno riattraversati una seconda volta, ma con nemici differenti. C'è un limite di tempo di 2 minuti per ogni livello. Nelle interruzioni una semplice mappa mostra il progresso fatto, come nella versione arcade di Ghosts 'n Goblins. I nemici comprendono pipistrelli, uccelli, rettili che sparano proiettili, piogge di fuoco e altre mostruosità. Il comportamento dei nemici non segue sempre schemi fissi a ogni partita. Non ci sono boss dei livelli, compare solo il drago da uccidere al termine di tutto.
Darius può avere tre tipi di armi, ma solo una alla volta; raccogliendone una si perde la precedente. Le nuove armi si trovano lungo il percorso oppure dentro i forzieri, che si aprono sparandogli, ma possono anche contenere trappole. Allo stesso modo si possono trovare oggetti di valore per il punteggio e vite extra. L'arma iniziale è una spada che si lancia in orizzontale, le altre sono un'ascia (che a un certo punto non si può evitare di raccogliere) con traiettoria a parabola e un proiettile magico.